# Aéroport international de Vladivostok
L'aéroport international de Vladivostok Vladimir Arseniev, (en russe Международный аэропорт «Владивосток») (code IATA : VVO • code OACI : UHWW) est un aéroport intérieur et international desservant la ville de Vladivostok, ville et port de Russie, capitale administrative du kraï du Primorié et du district fédéral de l'extrême-orient. La ville est située à proximité de la Chine et de la Corée du Nord et baignée par la mer du Japon.

## Situation

### Carte des aéroports russes
| \| 50 km1:1 791 000 \| Koursk Abakan Anapa Pskov Arkhangelsk Astrakhan Barnaoul Belgorod Blagoveshchensk Bratsk Grozny Guelendjik Iakoutsk Iékaterinbourg Ijevsk Ioujno-Sakhalinsk Irkoutsk Kaliningrad Kazan Kemerovo Khabarovsk Khanty-Mansiïsk Krasnodar Krasnoïarsk Magadan Magnitogorsk Makhachkala Mineralnye Vody Mirny Moscou · SVO Moscou · DME Moscou-VKO Mourmansk Narian-Mar Nijnekamsk Nijnevartovsk Nijni Novgorod Noïabrsk Alykel Novokouznetsk Novossibirsk Novy Ourengoï Omsk Orenbourg Oufa Oulan-Oude Oulianovsk Perm Petropavlovsk-Kamtchatski Rostov · sur-le-Don Sabetta Saint-Pétersbourg Salekhard Samara Saratov Simferopol Sotchi Sourgout Stavropol Kyzyl Syktyvkar Tcheliabinsk Tchita Tioumen Tomsk Vladivostok Volgograd Voronej |
| 50 km1:1 791 000 |

## Statistiques
Le graphique qui aurait dû être présenté ici ne peut pas être affiché car il utilise l'ancienne extension Graph, désactivée pour des questions de sécurité. Des indications pour créer un nouveau graphique avec la nouvelle extension Chart sont disponibles ici.

Voir la requête brute et les sources sur Wikidata.

## Compagnies aériennes et destinations
| Compagnies               | Destinations |
| ------------------------ | --- |
| Aeroflot                 | Moscou Chérémétiévo |
| Air Koryo                | Pyongyang - Sunan |
| Angara Airlines          | Baïkal-Oulan Oude |
| Aurora                   | Pékin-Daxing, Blagovechtchensk-Ignatiévo, Pusan-Gimhae, aérodrome de Dalneretchensk (d) , aérodrome de Dalnegorsk (d) , Harbin Taiping, aérodrome de Kavalerovo (d) , Khabarovsk, Komsomolsk-sur-l'Amour,, Petropavlovsk-Kamtchatski-Iélizovo, aérodrome de Plastoune (d) , Séoul-Incheon, aérodrome de Terneï (d) , Tokyo-Narita, Ioujno-Sakhalinsk En saison : Yanji |
| Beijing Capital Airlines | En saison : Xi'an-Xianyang |
| Chengdu Airlines         | Harbin Taiping |
| China Express Airlines   | Qiqihar-Sanjiazi " |
| China Southern Airlines  | Harbin Taiping En saison : Shenyang" |
| IrAero                   | Blagovechtchensk-Ignatiévo, Tchita (Kadala) (en), Irkoutsk, Baïkal-Oulan Oude |
| Juneyao Airlines         | Nankin, Shanghai-Pudong |
| Pegas Fly                | Khabarovsk |
| Rossiya Airlines         | Moscou Chérémétiévo |
| Royal Flight             | En saison Charter : Pattaya U-tapao, Phuket |
| S7 Airlines              | Bangkok-Suvarnabhumi, Pékin-Daxing, Hong Kong, Irkoutsk, Khabarovsk, Krasnoïarsk-Iémélianovo, Magadan-Sokol (en), Novossibirsk-Tolmatchevo, Petropavlovsk-Kamtchatski-Iélizovo, Sanya-Phénix, Séoul-Incheon, Shanghai-Pudong, Tokyo-Haneda, Ioujno-Sakhalinsk En saison : Anadyr-Ougolny, Iakoutsk                                                                     |
| Ural Airlines            | Pékin-Daxing, Chengdu-Shuangliu, Đà Lạt-Liên Khuong, Irkoutsk, Krasnodar-Pashkovsky, Novossibirsk-Tolmatchevo, Pattaya U-tapao, Saint-Pétersbourg-Poulkovo, Shin-Chitose, Iékaterinbourg-Koltsovo En saison : Bangkok-Suvarnabhumi, Changchun |
| Uzbekistan Airways       | Tachkent |
| Vietnam Airlines         | En saison Charter : Cam Ranh , Phú Quốc |
| Yakutia Airlines         | Magadan-Sokol (en), Iakoutsk |

Édité le 16/08/2020